# 양산 중부동 고분군
양산 중부동 고분군(梁山 中部洞 古墳群)은 대한민국 경상남도 양산시 중부동에 있는 삼국시대의 고분군이다. 1963년 1월 21일 대한민국의 사적 제95호로 지정되었다.

## 개요
양산읍의 여러 무덤들 가운데 가장 남쪽에 있는 무덤들로, 양산 북부동산성(사적 제98호)이 자리잡은 동산 일대에 있다. 분포 형태는 산등성이를 따라 큰 무덤들이 줄을 지어 있고, 그 주위에는 작은 규모의 무덤들이 모여있다.
현재 유적이 입지한 구릉 일대는 소나무숲이 형성되어 있고 유적 중간 부위에는 체육시설과 산책길이 만들어져 있는데, 그 과정에서 많은 수의 무덤이 파괴되었다. 그 주변에서 단경호, 유개고배 등 약간의 토기류가 채집되었다. 체육시설 근처에는 무덤 1기가 파괴되어 무덤 안의 일부가 밖으로 드러나 있다. 또한 무덤의 대부분은 일제시대에 도굴·파괴되었으며, 학술 조사가 이루어지지 않아 무덤들의 성격을 파악하기는 어렵다.
파괴되어 있는 모습으로 볼 때 앞트기식돌방무덤(횡구식석실묘)과 구덩식돌덧널무덤(수혈식석곽묘)으로 5∼6세기경에 만들어졌으리라 추정된다.

## 같이 보기
- 양산 북부동 산성 (사적 제98호)

## 참고 자료
- 양산 중부동 고분군 - 국가유산청 국가유산포털